# 횡천중학교
횡천중학교는 경상남도 하동군에 있는 공립 중학교이다.

## 학교 연혁
- 1952. 05. 03 횡천 고등 공민학교로 개교
- 1954. 05. 31 횡천중학교로 교명 변경
- 2015. 02. 13 제61회 졸업(졸업생수 11명 5,128명)
- 2015. 03. 01 제24대 조명규 교장 취임
- 2015. 03. 02 2015학년도 입학식(신입생 4명 입학)
- 2016. 02. 29 폐교 및 기숙형 중학교 한다사중학교로 통폐합[1], 64년만에 폐업

## 참고 자료
- 횡천중학교 - 한국교육학술정보원 학교알리미